# Реджанг-Лебонг
Реджанг-Лебонг (индон. Rejang Lebong) — округ в составе провинции Бенкулу. Административный центр — город Чуруп.

## География
Площадь округа — 1639,98 км². На западе граничит с округами Лебонг и Северный Бенкулу, на севере, востоке и юго-востоке — с территорией провинции Южная Суматра, на юге — с округами Центральный Бенкулу и Кепахианг.

## Население
Согласно данным переписи 2010 года, на территории округа проживало 246 787 человек.

## Административное деление
Территория округа Реджанг-Лебонг административно подразделяется на 15 районов (kecamatan):
| - Верхний Бермани - Верхний Бермани-Рая - Биндурианг - Чуруп - Южный Чуруп - Центральный Чуруп - Восточный Чуруп | - Северный Чуруп - Кота-Паданг - Паданг-Улак-Тандинг - Селупу-Реджанг - Нижний Синданг-Белити - Верхний Синданг-Белити - Синданг-Датаран - Сиданг-Келинги |